# アレクサンダー・フォン・ファルケンハウゼン
エルンスト・アレクサンダー・アルフレート・ヘルマン・フライヘア・フォン・ファルケンハウゼン（Ernst Alexander Alfred Herrmann Freiherr von Falkenhausen, 1878年10月29日 - 1966年7月31日）は、ドイツの陸軍軍人。最終階級は歩兵大将。第二次上海事変及び日中戦争の初期において中華民国の蔣介石の軍事顧問を務め、第二次世界大戦中はベルギー及び北仏に駐留するドイツ軍司令官を務めた。

## 経歴

### 生い立ちから第一次世界大戦まで

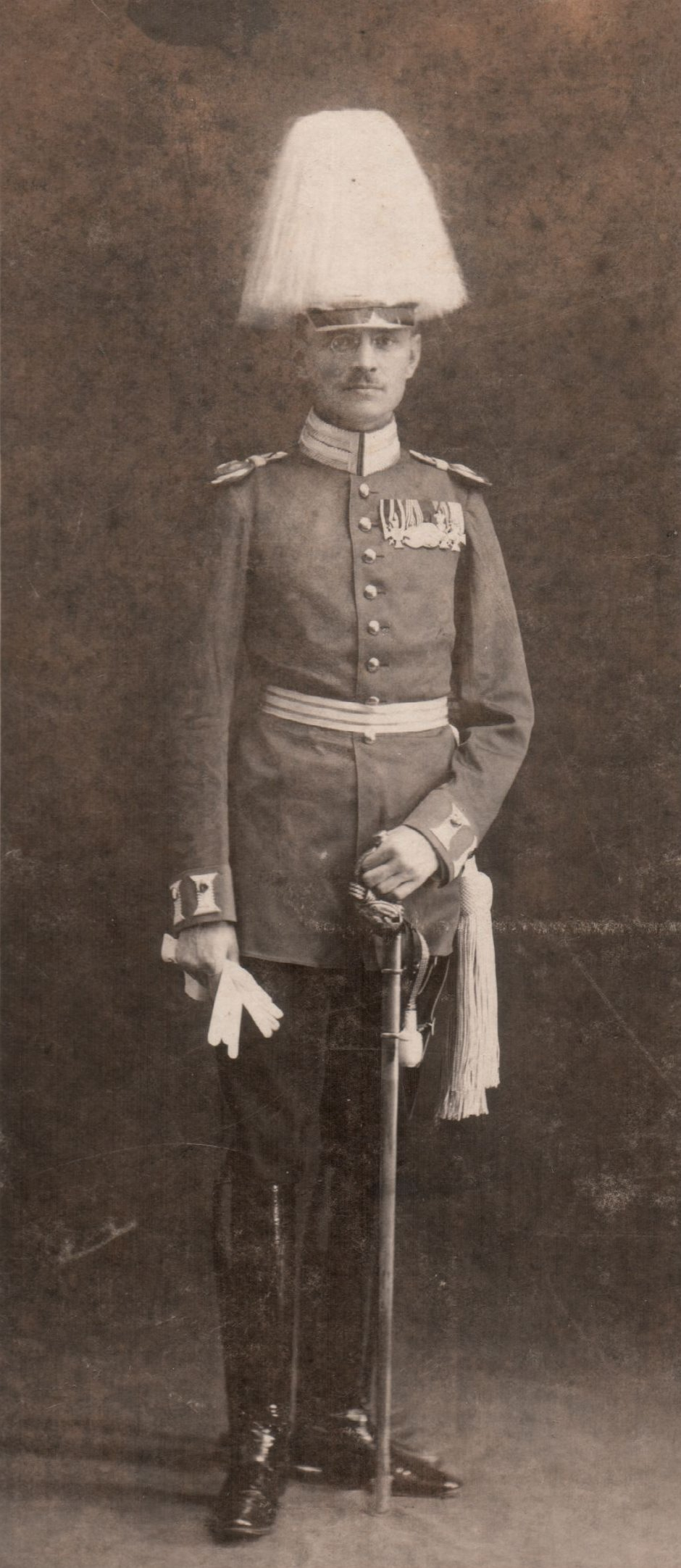
名古屋滞在時代 (1911年)

男爵を意味する「フライヘア」の苗字が示すように、シレジア地方ナイセ（現在のポーランド・ニサ）近郊にあった荘園グート・ブルーメンタールで元貴族の家に生まれる。少年時代は探検家を夢見たが、ブレスラウのギムナジウムを放校され陸軍幼年学校に入学、12歳で軍人への道を歩み始める。
1897年に少尉として任官され、オルデンブルクの第91歩兵連隊に配属されるが、軍隊生活に飽きて当時行われていた米西戦争でアメリカ軍に投じることを考える。しかし1900年に義和団の乱が発生すると、彼は志願して中国に派遣された。中国からの帰還後オルデンブルクの名家の娘と結婚し、次いでベルリンの参謀本部に異動となる。1904年の日露戦争の勃発をきっかけにベルリン大学東洋学部に派遣され、東アジアにおける日本の勢力伸長と日本語を研究する。1910年に来日、日本軍研究のため名古屋の陸軍歩兵第33聯隊に滞在し、1912年5月から1914年の第一次世界大戦勃発まで東京のドイツ大使館で駐在陸軍武官を務めた。この際に崩壊寸前であった清朝と比較して日本の規律ある国民生活と軍隊に好感を持った。
第一次世界大戦中は西部戦線や東部戦線でさまざまな部隊の参謀を務め、ヴェルダンの戦いでは兵站を担当。次いでトルコに異動となり、カフカス戦線で戦うトルコ第2軍兵站部長、トルコ第7軍参謀長を務める。また当時オスマン帝国の支配下にあったパレスチナ戦線ではプール・ル・メリット勲章を受章した。トルコではハンス・フォン・ゼークト（後に参謀総長）やトルコ第6軍参謀長であったフランツ・フォン・パーペン（後に首相）などの知遇を得た。

### 戦間期

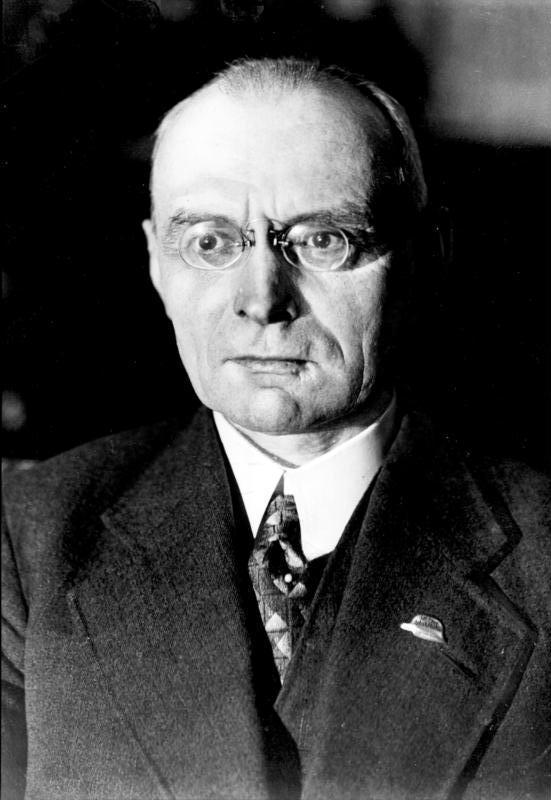
鉄兜団幹部時代のファルケンハウゼン（1933年）

ファルケンハウゼンは、ヴェルサイユ条約で兵力10万人に制限されたヴァイマル共和国の陸軍に残留した。彼は、ポーランドとの東部国境画定交渉、カップ一揆の際の義勇軍「エアハルト海兵旅団」の武装解除などで活躍した。その後少将として砲兵学校教官となり、ミュンスター、ドレスデンの砲兵学校長となった。しかし1931年1月、中将の地位で退役に追い込まれた。これは砲兵学校の将校がナチス支持を公然と打ち出した事件に巻き込まれたからだとされている。ナチスからは入党の誘いがあったがこれを断り、ドイツ国家人民党に入党するとともに右翼系の退役軍人組織「鉄兜団」に加入、指導者の一人となった。1934年に鉄兜団がナチス突撃隊に編入された際にはこれに反対して辞任した。

### 中華民国勤務
その頃在中華民国ドイツ軍事顧問団で交代の動きがあり、ゼークトが中国へ渡る情勢となったが、外務省はこれを差し止めようとしていた。このためゼークトは1933年10月にファルケンハウゼンを中華民国の指導者蔣介石の個人顧問として推薦した。招聘を受けたファルケンハウゼンは「東アジアにおける日本のヘゲモニーは当分揺るがない」と考えており、親中国的なゼークトとは意見を異にしていた。この後ファルケンハウゼンは自らの進路を各所に相談した。ヒトラーやエルンスト・レームはドイツ国内に残留することを勧め、突撃隊指導者などのポストを提示した。一方で国防相ヴェルナー・フォン・ブロンベルクや軍務局長ヴァルター・フォン・ライヒェナウは中国行きを暗に勧めた。結果ファルケンハウゼンは中国行きを決断し、1934年4月にゼークトとともに中国に渡った。
日本留学経験のある蒋介石との会話は日本語でなされており、通訳を介さない故に互いの親交も深まったという。
1935年にゼークトが帰国するとドイツ軍事顧問団団長となり、内戦で混乱する中華民国軍の育成や軍需生産の基礎作りに従事した。1937年の第二次上海事変の作戦計画を作成し、日本軍を相手に第一次世界大戦の塹壕戦を教訓とした「ゼークト・ライン」と呼ばれる防御陣地で対抗しようとしたが突破された。
ナチス政権下のドイツの極東政策は1936年には日独防共協定を結ぶ一方で中華民国への援助も継続されるなど、日本と中国との間で大きく揺れていた。ナチ党のヨアヒム・フォン・リッベントロップ等は日本との連携を重視していたが、外務省では中国派が優勢だった。しかし1938年にリッベントロップが外相に就任すると日本重視の姿勢が決定的となり、軍事顧問団は撤収することになった。帰国したファルケンハウゼンはナチスに否定的なフランツ・ハルダーらに近づいた。

### 第二次世界大戦
第二次世界大戦勃発と同時に軍に復帰し、ドレスデン軍管区司令官に任命された。1940年からはドイツ軍占領下にあるベルギー及び北フランスの軍司令官を務め、一時北フランス、オランダ、ルクセンブルクも兼轄した。この職責において、以前はユダヤ人迫害に反対していたにもかかわらず、担当地域のユダヤ人の強制収容所への移送に従事し、捕虜やレジスタンスの処刑にも関わった。ただしユダヤ人移送を妨害あるいは遅延させようと試みた。
またフォン・ファルケンハウゼンはヒトラーに反対するグループ（黒いオーケストラ）と親しくした。ヒトラー暗殺計画に参加、計画実行の数日前に西方軍総司令官ギュンター・フォン・クルーゲに電話して、連合軍と停戦して戦争を終わらせるよう主張したが、クルーゲは「ヒトラーが死ぬまでは無理だ」と拒否した。こうして計画は失敗に終わり、ファルケンハウゼンはブーヘンヴァルト強制収容所、ついでダッハウ強制収容所に送られた。クーデター計画に加担していた証拠が得られなかったため、起訴はされなかった。
強制収容所が連合軍により解放された後、ファルケンハウゼンは連合軍に救出されたが、捕虜として1948年まで収容された。その後、戦時中にユダヤ人の移送及びベルギー人収容者を殺害した容疑で、ベルギーの裁判所に戦犯として起訴され、1951年に労働刑12年の判決を受けた。しかし3週間後にユダヤ人を救おうとしていたことや長年の強制収容所での拘留期間を考慮され、ドイツに移送された。

### 晩年
フォン・ファルケンハウゼンは逮捕中に知り合ったベルギーの反ナチス活動家の未亡人と再婚し、東ドイツと西ドイツの境界近くで旧友パーペンの家の近くで暮らしていたが、東ドイツの工作員に誘拐されることを恐れてラインラント＝プファルツ州ナッサウに移住、そこで死去した。
戦後も蔣介石との親交は続き、ファルケンハウゼンが戦犯として拘留されている際には、蔣がファルケンハウゼンの家族を経済的に援助し、ファルケンハウゼンも獄中から蔣に抗日戦争勝利三周年を機に蔣を称賛する書簡を送っている。1958年のファルケンハウゼンの80歳の誕生日にはすでに大陸から台湾に逃れていた蔣から3千ドルの小切手が送られた。またこの時同じく、かつての抗日戦への功績を賞して、中華民国の軍事勲章である二等宝鼎勲章が授与された。同勲章は米国のダグラス・マッカーサー陸軍元帥とチェスター・ニミッツ海軍元帥も抗日戦の功績によって授与されている（互いに一等宝鼎勲章）。